# Originalton
Der Originalton, auch O-Ton genannt, ist ein einmaliges und daher nicht reproduzierbares, aufgezeichnetes akustisches Ereignis. Es kann damit der Inhalt dieses Ereignisses, beispielsweise die Rede eines Politikers, die auch in einer Zeitung abgedruckt werden könnte, oder das technische Tonmaterial, das dann tontechnisch weiterverarbeitet werden kann, gemeint sein. Die Gemeinsame Normdatei (GND) verwendet als Definition: Der Originalton ist „der an einem Aufnahmeort aufgezeichnete oder von dort übertragene Ton bei Berichterstattungen aller Art“.
Darüber hinaus ist „O-Ton“ – vor allem im journalistischen Sprachgebrauch, aber auch in der Umgangssprache – ein figurativer Begriff für ein wörtliches Zitat.

## Ursprung
Die journalistische Verwendung des Originaltons in Nachrichtenbeiträgen ist eng mit der Entwicklung des tragbaren Tonbandgeräts verbunden. Durch diese technische Neuerung war es möglich, selbst mit Passanten Interviews zu führen – somit wurde auch die Alltagssprache im Rundfunkprogramm salonfähig. Mit der Entwicklung der stereophonen Originalton-Aufnahme, wodurch die Wirklichkeit noch realistischer als zuvor abgebildet werden konnte, emanzipierte sich auch das Geräusch – neben der Stimme – zum selbstständigen, aussagefähigen Handlungsträger.

## Verwendung
O-Töne werden aufgenommen in Berichterstattungen aller Art. Bei Hörfunk und Fernsehen handelt es sich beispielsweise um ein Interview. Hierbei hat der Originalton hauptsächlich drei Funktionen: Er kann erstens ein Thema untermauern oder widerlegen, zweitens dient er der Charakterisierung von Personen und drittens kann der O-Ton die Sendung oder den Beitrag lebendiger wirken lassen.
Beim Filmdreh wird unter Originalton (natural sound) eine „als tatsächlich angenommene Quelle, deren Geräusche aufgezeichnet wurden“ verstanden. Diese natural sounds lassen sich in die Gesamtheit der production sounds einordnen und beschreiben alle während des Filmdrehs aufgezeichneten Tonaufnahmen, zu denen auch on location sound und direct sound gehören. Diese unterscheiden sich von anderen, für den fertigen Film verwendeten Tonaufnahmen, die nicht explizit vom jeweiligen Drehort stammen. Im deutschsprachigen Raum sieht man allerdings von solchen Unterscheidungen ab und subsumiert die Begriffe unter der Bezeichnung Originalton.

## Authentizität
Von dem aufgenommenen Rohmaterial werden meist nur kurze Sequenzen verwendet, die entsprechend geschnitten und je nach Anwendung technisch nachgebessert werden. Der Originalton wird jedoch grundsätzlich benutzt, wenn Authentizität gefordert ist. Der Originalton ist somit eine Verhältnisbestimmung zwischen einer getreuen Wiedergabe im Sinne einer Quelle und einer dagegen womöglich als unzuverlässig wahrgenommene Darstellung. Dem Originalton kommt somit die Funktion eines Präsenzmediums zu, in der Rolle der Realitätsgewissheit einer medial vermittelten Wirklichkeit.
Beim Spielfilm kann der Originalton mit Sprachinhalten nur für die Originalfassung verwendet werden, in der Synchronfassung wird er an entsprechenden Stellen ausgeblendet. Bei Berichterstattung im Fernsehen oder Hörfunk werden O-Töne in anderen Sprachen als der Zielsprache entweder per Voice-over nachgesprochen (man spricht hier nicht von Synchronisation, da der originale Ton immer noch „durchzuhören“ ist) oder untertitelt.
Im Falle eines qualitativ schlechten oder gar unbrauchbaren Originaltons (zum Beispiel bei zu lauten Umgebungsgeräuschen oder technischen Fehlern bei der Aufzeichnung) wird der entsprechende Teil mittels Synchronisation beim Spielfilm nachgestaltet. Aus medienkulturwissenschaftlicher Sicht stellt sich bei dererlei Nachbesserungen jedoch die Frage nach der Echtheit beziehungsweise einer möglichen Manipulation des Originaltons. Anders ausgedrückt lautet die Frage, ob bei einem nachbearbeiteten und geschnittenen Ton noch von einem O-Ton gesprochen werden kann. Bei einer Reportage oder einem Feature werden oft „unsaubere“ O-Töne dennoch benutzt und untertitelt, um die Authentizität nicht zu zerstören.